# Мужество
Му́жество — спокойная храбрость, присутствие духа в беде, опасности; душевная стойкость и смелость; вообще совокупность качеств, ожидаемых от мужчины.  
Му́жество — одна из добродетелей, отражающая нравственную силу при преодолении страха. Мужество зачастую выступает как способность переносить страдания, включая физическую боль. Высшее душевное мужество — доблесть, а свойственная герою доблесть, необыкновенное мужество — Героизм.

## В античности
В античности мужество рассматривалось как одна из четырёх главных добродетелей (вместе с умеренностью, мудростью и справедливостью).
По мнению Аристотеля мужество — это преодоление страха смерти и готовность оплатить добродетельность поведения риском собственной жизни: «Кто осмысленно устремляется ради добра в опасность и не боится её, тот мужествен, и в этом мужество». По Аристотелю, мужество — это единственно достойный способ поведения в бою; отчего и произошло представление о нём как о специфически мужской добродетели (греч. ἀνδρεία, как и в русском языке, является однокоренным со словом «мужчина»).
Мужество использовалось как этическое обоснование существования аристократических сословий через военную деятельность; у Платона мужество — это добродетель класса стражей. У римлян мужество (лат. virtus) является синонимом не только воинской доблести, но и добродетели вообще, в другом источнике указано что древне-римская «virtus» обозначает одновременно и мужество и добродетель.

## В средние века
Мужество (fortitudo) осталось основной добродетелью средневекового рыцарства, напрямую связанной с честью. Мужество являлось одной из четырех кардинальных добродетелей. Противоположностью мужества Фома Аквинский называл страх (timor), однако крайняя форма бесстрашия (audacia) несет в себе черты безрассудства. Мужеству свойственно терпение (patientia), а также постоянство, стойкость, неукротимость, упорство и твёрдость, объединяемые в термине constantia. А враждебна ему изнеженность (mollities).

## В новое время
В ходе перехода к индустриальному обществу (новое время) значение мужества падает, так как «промышленный дух одержал победу над военным и аристократическим духом» (Ницше). В этике Нового времени мужество становится второстепенным или даже приобретает отрицательный оттенок: так, Гоббс рассматривает страх смерти как полезную силу для установления мира. Спиноза помещает мужество в конец списка «аффектов». Согласно Канту, мужество — это способность «отваживаться на то, что велит долг»; Кант отмечает, что страх глумления требует для преодоления больше мужества, чем сражение. Среди известных философов нового времени один Ницше пытался безуспешно вернуть мужество на главную роль в этике.
Сейчас мужество часто употребляется просто как синоним общечеловеческой нравственной твёрдости, и теряет значение мужской добродетели (так, словосочетание «мужественная женщина» во многих языках — включая русский — не содержит противоречия). Этому способствуют современные теории и практические опыты ненасилия, когда ненасильственная борьба рассматривается как более мужественная, чем насильственная (Махатма Ганди).

## В военном деле
В военном деле мужество регулярно проявляется военнослужащими в экстремальных ситуациях, например, во время военных (боевых) действий, поэтому мужество ассоциируется с вооружённым противостоянием. Во многих государствах и странах существуют государственные (ведомственные) награды (знаки отличия), с названием — «За мужество» или орден Мужества.